# Mixochlora kalisi
Mixochlora kalisi är en fjärilsart som beskrevs av Louis Beethoven Prout 1935. Mixochlora kalisi ingår i släktet Mixochlora och familjen mätare. Inga underarter finns listade i Catalogue of Life.